# Слънчогледите
Слънчогледите (оригинално заглавие, френски: Tournesols) е името на две серии от натюрморти на холандския художник Винсент ван Гог. Първата серия е създадена в Париж през 1887 година и показва легнали слънчогледи, докато втората серия, създадена в Арл, показва букети от слънчогледи във вази.

## Серия картини от Арл
- Първа част, август 1888
- Първи вариант: тюркоазен фон, 73.5 × 60 см, частна колекция
- Втори вариант: фон кралско синьо, 98 × 69 см, унищожен по време на Втората световна война
- Трети вариант: зелено-син фон, 91 × 72 см, Нова пинакотека, Мюнхен
- Четвърти вариант: жълт фон, 92.1 × 73 см, Лондонска Национална галерия

- Втора част, януари 1889
- Първи вариант, 92 × 72.5 см, Филаделфийски музей на изкуствата, САЩ
- Втори вариант, 95 × 73 см, Музей Ван Гог, Амстердам, Холандия
- Трети вариант, 100 × 76 см, Sompo Japan Museum of Art, 42 етаж, Токио, Япония

## История
Втората серия Винсент ван Гог започва да създава в Арл, като се подготвя за пристигането на своя колега Пол Гоген в къщата, където живее с надеждата да създаде там една колония на художници. В писмо №526 до брат си той пише, че иска да създаде поредица от картини за украса, на които да има само големи слънчогледи и когато изпълни този план ще има една дузина картини. Това ще представлява една симфония от синьо и жълто. Налага му се да работи бързо от сутрин до залез слънце, защото цветовете увяхват бързо и всичко трябва да бъде нарисувано с една мазка на четката.
Яркият жълт цвят на картините обаче губи яркостта си с годините. Направените в Германският електронен синхротрони изследвания показват, че причината за това е реакция на пигмента (оловен хромат или още хроматно жълто) с ултравиолетовата светлина и се опитват да установят дали е възможно да се възстанови първоначалното цветово излъчване. 
По време на престоя си в Арл, през декември, Пол Гоген прави портрет на своя приятел, рисуващ слънчогледи. Картината, известна като „Художникът на слънчогледи“ (Le peintre de tournesols) се съхранява в музея „Ван Гог“, Холандия.